# Cleveland Heights, Ohio
Cleveland Heights este un oraș întemeiat în 1903, fiind situat în comitatul Cuyahoga, statul federal Ohio, SUA. Orașul se află la 10 km est de Cleveland, Ohio. Cleveland Heights este amplasat la o altitudine de 285 m, ocupă o suprafață de 21,0 km², avea în anul 2000 o populație de 49.958 loc. având coordonatele: 41°30′35″N 81°33′48″V / 41.50972°N 81.56333°V

## Date demografice și economice
Din populația totală de 49.958 loc.
- 52,5 % sunt albi
- 41,8 % afroamericani
- în oraș trăiește o comunitate mare evreiască

Cleveland Heights a fost în trecut o localitate agrară, presărată în jur cu ferme. Prin așezarea lui în apropiere de Cleveland, din anul 1895 au început să i-a ființă în oraș diferite proiecte imobiliare, devenind astfel treptat un oraș al grădinilor cu cartiere ca Euclid Heights, Euclid Golf, Mayfield Heights și Ambler Heigths. În noul cartier s-a construit o linie de tramvai care-l leagă de restul orașului. În secolul XX populația crește de la 1.500 loc. ajunge să depășească cifra de 55.000 loc. Din anul 1920 au început să locuiască în Cleveland Heights mai multe familii de evrei, care în prezent alcătuiesc o comunitate importantă a oraîului. Cleveland Heights este declarat oraș în anul 1921.

## Personalități marcante
- Debra Winger, actriță